# The Pick of Destiny
The Pick of Destiny ist das zweite Studioalbum der amerikanischen Rockband Tenacious D und das Soundtrack-Album für den Film Kings of Rock – Tenacious D (im Original: Tenacious D in: The Pick of Destiny). Es wurde am 14. November 2006 von Epic Records veröffentlicht.

## Entstehungsgeschichte
The Pick of Destiny ist die erste Studio-Veröffentlichung von Tenacious D nach ihrem selbstbenannten Debüt-Album Tenacious D aus dem Jahr 2001. Das Album wurde von John King (Dust Brothers) produziert. Auf dem Album sind mehrere Gastmusiker zu hören, die auch im gleichnamigen Film vertreten sind. Dave Grohl von den Foo Fighters übernahm auf dem Album das Schlagzeug, John Spiker den Bass. Beide sind auch als Gastsänger zu hören. Die elektrische Gitarre wurde von John Konesky eingespielt. Als weitere Sänger sind der Schauspieler Troy Gentile und die beiden Rocksänger Meat Loaf und Ronnie James Dio zu hören.

## Versionen
Das Album erschien in drei unterschiedlichen Versionen. Eine gesäuberte Version kam ohne Schimpfwörter aus, eine weitere „Dirty Version“ enthält den originalen Film-Score. Eine weitere limitierte Version kommt im Digipak und enthält zusätzlich ein Poster, Tarotkarten und ein nachgebildetes Plektrum, um das es in dem Film geht.

## Titelliste
Alle Songs wurden von Jack Black und Kyle Gass geschrieben, soweit nicht anders vermerkt.
1. Kickapoo (Black, Gass, Meat Loaf, Ronnie James Dio, Liam Lynch) – 4:14
2. Classico – 0:58 (verwendet das Bourée in E-moll von Johann Sebastian Bach, die Melodie des Klavierstücks Für Elise von Ludwig van Beethoven aus dem Jahre 1810 und Eine kleine Nachtmusik von Wolfgang Amadeus Mozart)
3. Baby – 1:36
4. Destiny – 0:37
5. History – 1:42
6. The Government Totally Sucks – 1:34
7. Master Exploder – 2:24
8. The Divide – 0:22
9. Papagenu (He’s My Sassafrass) (Black, Gass, John Spiker, John King) – 2:24
10. Dude (I Totally Miss You) – 2:53
11. Break In-City (Storm The Gate!) (Black, Gass, Lynch, King) – 1:22
12. Car Chase City (Black, Gass, John Konesky, John Spiker, King) – 2:42
13. Beelzeboss (The Final Showdown) (Black, Gass, Grohl, Lynch) – 5:35
14. POD – 2:32
15. The Metal (Black, Gass, Konesky, King) – 2:45

Bonustracks
1. Rock Your Socks (Acoustic) – iTunes-Bonus-Track bei Vorbestellung
2. Training Medley – Ein Download wird mit der Best-Buy-Version zur Verfügung gestellt, auch auf der Single POD enthalten.

## Singleauskopplung
POD (die Abkürzung von Pick of Destiny) wurde als einzige Single des Soundtracks am 30. Oktober 2006 ausgekoppelt. Sie erschien sowohl als CD- als auch als Vinyl-Version mit unterschiedlichen Titeln. Das Musikvideo wurde von Liam Lynch, dem Regisseur des Films gedreht. Die Single erreichte Platz #24 der englischen Charts.

### CD
1. POD
2. Master Exploder
3. Training Medley
4. POD (Musikvideo)

### Vinyl
1. POD
2. Kong

## Kommerzieller Erfolg

### Chartplatzierungen
Der Soundtrack erreichte Platz #8 der US-Billboard-Charts und Platz #2 der Soundtrack-Charts. In England erreichte das Album Platz #10 der Albumcharts, in Deutschland Platz #47.
| ChartsChartplatzierungen       | Höchstplatzierung | Wochen |
| ------------------------------ | ----------------- | ------ |
| Deutschland (GfK)              | 47 (3 Wo.)        | 3      |
| Österreich (Ö3)                | 64 (4 Wo.)        | 4      |
| Schweiz (IFPI)                 | 82 (1 Wo.)        | 1      |
| Vereinigte Staaten (Billboard) | 8 (13 Wo.)        | 13     |
| Vereinigtes Königreich (OCC)   | 10 (8 Wo.)        | 8      |

### Auszeichnungen für Musikverkäufe
| Land/Region                  | Auszeichnungen für Musikverkäufe (Land/Region, Auszeichnung, Verkäufe) | Verkäufe |
| ---------------------------- | ---------------------------------------------------------------------- | -------- |
| Österreich (IFPI)            | Gold                                                                   | 15.000   |
| Vereinigtes Königreich (BPI) | Gold                                                                   | 100.000  |
| Insgesamt                    | 2× Gold ·                                                              | 115.000  |